# Izvoare (Bahna), Neamț
Izvoare este un sat în comuna Bahna din județul Neamț, Moldova, România.